# Cristino Martos
Pour les articles homonymes, voir Martos (homonymie).
Cristino Martos y Balbí (13 septembre 1830, Grenade - 17 janvier 1893, Madrid) est un homme politique et avocat espagnol. Il occupa les fonctions de ministre des Affaires étrangères, ministre de la Grâce et de la Justice ainsi que de président du Congrès des députés.

## Biographie
Cristino Martos étudie à l'Université de Madrid où il se fait remarquer pour son radicalisme. Il échappe ainsi à l'expulsion de peu après avoir dirigé des manifestations s'opposant au gouvernement royaliste de la reine Isabelle II.
Il adhère au Parti Radical Démocrate (existant entre 1871 et 1880), de centre gauche, dont il devient un des principaux membres durant la Première République espagnole.

## Source
- (es) Cet article est partiellement ou en totalité issu de l’article de Wikipédia en espagnol intitulé « Cristino Martos » (voir la liste des auteurs).